# Goldsmith Glacier
Goldsmith Glacier är en glaciär i Antarktis. Den ligger i Östantarktis. Argentina och Storbritannien gör anspråk på området. Goldsmith Glacier ligger 579 meter över havet.
Terrängen runt Goldsmith Glacier är kuperad åt nordost, men åt sydväst är den platt.  Trakten är obefolkad. Det finns inga samhällen i närheten.